# Staatliche Universität Omsk
Die Staatliche Universität Fjodor Michailowitsch Dostojewski Omsk (auch Omsker Staatliche Universität, russisch Омский государственный университет имени Ф. М. Достоевского Omskij gossudarstwennyj uniwersitet imeni F. M. Dostojewskowo, kurz ОмГУ oder OmSU) ist eine 1974 gegründete staatliche Universität in Omsk, Russland.

## Fakultäten
Es gibt 13 Fakultäten:
- Fakultät für Mathematik
- Fakultät für Physik
- Fakultät für Informatik
- Fakultät für Chemie
- Fakultät für Fremdsprachen
- Fakultät für Geschichte
- Fakultät für Internationale Betriebswirtschaftslehre
- Fakultät für Kultur und Kunst
- Fakultät für Philologie
- Fakultät für Psychologie
- Fakultät für Rechtswissenschaften
- Fakultät für Wirtschaftswissenschaften
- Fakultät für Theologie und Weltkulturen